# Gasterophilus
Gasterophilus is een vliegengeslacht uit de familie van de horzels (Oestridae).

## Soorten
- Gasterophilus haemorrhoidalis (Linnaeus, 1758)
- Gasterophilus inermis (Brauer, 1858)
- Gasterophilus intestinalis (De Geer, 1776) - paardenhorzel
- Gasterophilus nasalis (Linnaeus, 1758)
- Gasterophilus nigricornis (Loew, 1863)
- Gasterophilus pecorum (Fabricius, 1794)